# Litoria iris
Litoria iris (tên tiếng Anh: Western Highland Treefrog) là một loài ếch thuộc họ Pelodryadidae.
Loài này có ở Tây Papua ở Indonesia và Papua New Guinea.
Môi trường sống tự nhiên của chúng là rừng ẩm vùng đất thấp nhiệt đới hoặc cận nhiệt đới, vùng núi ẩm nhiệt đới hoặc cận nhiệt đới, sông ngòi, đầm nước, vườn nông thôn, rừng trước đây suy thoái nghiêm trọng, và kênh đào và mương rãnh.